# Curling vid olympiska vinterspelen 2022
Curling vid olympiska vinterspelen 2022 arrangerades i Pekings Nationella simstadion i Peking i Kina. Totalt avgörs 3 grenar.

## Medaljsammanfattning
| Gren                            | Guld                                                                                  | Silver                                                                             | Brons                                                                                |
| Herrarnas turnering Detaljer... | Sverige Niklas Edin Oskar Eriksson Rasmus Wranå Christoffer Sundgren Daniel Magnusson | Storbritannien Bruce Mouat Grant Hardie Bobby Lammie Hammy McMillan Jr. Ross Whyte | Kanada Brad Gushue Mark Nichols Brett Gallant Geoff Walker Marc Kennedy              |
| Damernas turnering Detaljer...  | Storbritannien Eve Muirhead Vicky Wright Jennifer Dodds Hailey Duff Mili Smith        | Japan Satsuki Fujisawa Chinami Yoshida Yumi Suzuki Yurika Yoshida Kotomi Ishizaki  | Sverige Anna Hasselborg Sara McManus Agnes Knochenhauer Sofia Mabergs Johanna Heldin |
| Mixed-dubbel Detaljer...        | Italien Amos Mosaner Stefania Constantini                                             | Norge Kristin Skaslien Magnus Nedregotten                                          | Sverige Almida de Val Oskar Eriksson                                                 |

## Medaljtabell
| Pl. | Nation         | Guld | Silver | Brons | Totalt |
| --- | -------------- | ---- | ------ | ----- | ------ |
| 1   | Storbritannien | 1    | 1      | 0     | 2      |
| 2   | Sverige        | 1    | 0      | 2     | 3      |
| 3   | Italien        | 1    | 0      | 0     | 1      |
| 3   | Japan          | 0    | 1      | 0     | 1      |
| 3   | Norge          | 0    | 1      | 0     | 1      |
| 5   | Kanada         | 0    | 0      | 1     | 1      |
|     | Totalt         | 3    | 3      | 3     | 9      |

### Fotnoter
1. ↑  ”Curling - Olympic Schedule & Results”. Arkiverad från originalet den 20 februari 2022. https://web.archive.org/web/20220220093344/https://olympics.com/beijing-2022/olympic-games/en/results/curling/olympic-daily-schedule.htm. Läst 6 februari 2022.
2. ↑  ”Men's Gold Medal Game Results - Olympic Curling - Sweden vs Great Britain”. https://olympics.com/beijing-2022/olympic-games/en/results/curling/results-men-fnl-000101-.htm. Läst 19 februari 2022.
3. ↑  ”Men's Bronze Medal Game Results - Olympic Curling - Canada vs United States of America”. https://olympics.com/beijing-2022/olympic-games/en/results/curling/results-men-fnl-000201-.htm. Läst 18 februari 2022.
4. ↑  ”Women's Gold Medal Game Results - Olympic Curling - Japan vs Great Britain”. https://olympics.com/beijing-2022/olympic-games/en/results/curling/results-women-fnl-000101-.htm. Läst 20 februari 2022.
5. ↑  ”Women's Bronze Medal Game Results - Olympic Curling - Sweden vs Switzerland”. https://olympics.com/beijing-2022/olympic-games/en/results/curling/results-women-fnl-000201-.htm. Läst 19 februari 2022.
6. ↑  ”Mixed Doubles Gold Medal Game Results - Olympic Curling - Italy vs Norway”. https://olympics.com/beijing-2022/olympic-games/en/results/curling/results-mixed-doubles-fnl-000101-.htm. Läst 12 februari 2022.
7. ↑  ”Mixed Doubles Bronze Medal Game Results - Olympic Curling - Sweden vs Great Britain”. https://olympics.com/beijing-2022/olympic-games/en/results/curling/results-mixed-doubles-fnl-000201-.htm. Läst 12 februari 2022.